# Frieza
Frieza ou Frio é um termo que designa pessoas que estão cientes de algo, mas estão (ou fingem estar) despreocupados para com o ocorrido. Caracteriza-se pela falta de emoção, especialmente afeto e simpatia. Casos como esses são mais frequentes em assassinos e psicopatas.

## Causas
Quando a pessoa passa por um momento de dor, onde a verdade muitas vezes machuca, esta decide guardar para si próprio o sentimento real do acontecido, todo o sistema nervoso fica interligado aos sentimentos, proibindo que a pessoa chore e muitas vezes que fale a verdade. Em psicopatas, a frieza muitas vezes é transparente, o indivíduo fica ciente do acontecido, não expressa seu sentimento e muitas vezes diz a verdade.

## Características
Um indivíduo frio normalmente é introvertido e muito observador, e quase sempre também é calculista.Vendo as emoções como um tipo de fraqueza, tendo assim relacionamentos de um ponto de vista inteiramente lógicos.
- Falta de empatia e compaixão

- Timidez

- Introversão

- Dificuldade com intimidade

- Tendência a ser excessivamente crítico

- Isolamento social

É importante entender que as emoções continuam existindo nas pessoas frias e, como todas as coisas no Universo, esta é uma energia que precisa ser liberada em algum momento. Quando são reprimidas e bloqueadas, e têm suas mensagens e significados ignorados, essas emoções inevitavelmente encontram uma forma de se expressar fisicamente — seja por meio de doenças com causas emocionais ou por padrões de comportamentos prejudiciais.